# Jakob Bernoulli
Jakob Bernoulli (Bázel, 1654. december 27. – Bázel, 1705. augusztus 16.) svájci matematikus.

## Jelentősége
Jakob Bernoulli jelentős mértékben hozzájárult a valószínűségelmélet kifejlesztéséhez (lásd. Bernoulli-féle eloszlás), valamint a valószínűségszámításhoz és a potenciálsorok vizsgálatához. Továbbá testvérével, Johann Bernoullival átdolgozta és népszerűsítette a Leibniz-féle infinitezimális számítást.

## Élete
Jakob, Niklaus Bernoulli kereskedő és Margarethe Schönauer fia és Johann Bernoulli matematikus testvére volt. Az általános iskola befejezésével és apja tanítását követően, annak kívánságára a bázeli egyetemen teológiát és filozófiát tanult. 1671-ben Magister artium fokozatot ért el és 1676-ban megszerezte a teológiai engedélyt is. Apja akaratának ellenére autodidakta módon mélyült el a matematikában és a csillagászatban.
1676 és 1689 között különböző magántanítói állásokat vállalt el Genf belvárosában. Ez idő tájt gyakran megfordult Franciaországban. 1681 és 1682 között hosszú útra vállalkozott Hollandián, Nagy-Britannián és Németországon keresztül. Utazásai alatt nem csak a matematika más részeivel ismerkedett meg, hanem többek között Johann Huddéval, Robert Boyle-lal és Robert Hooke-kal. Későbbi kapcsolatainak többsége a korszak vezető matematikusaival erre az időszakra vezethető vissza.
Hazatérte után a bázeli egyetemen 1683-tól magánelőadásokat tartott kísérleti fizikából. Ez idő tájt a René Descartes-i geometriát, valamint John Wallis és Isaac Barrow munkáit tanulmányozta, amelyek felkeltették érdeklődését az infinitezimális számítás iránt. 1684-ben feleségül vette Judith Stupans-t, akitől két gyermeke született. A többi Bernoulli családtaggal ellentétben a két gyermek sem a matematika, sem a fizika területén nem tevékenykedett aktívan.
1686-tól alkalmazta a teljes indukciót, a Bernoulli-számok segítségével vizsgálta a fontos potenciálsorokat és megalapította a valószínűségelméletet. 1687-ben a bázeli egyetem matematika professzorának nevezték ki és fiatal testvérével (egyben tanítványával), Johannal elkezdte a Leibniz-i infinitezimális számítást átdolgozni és alkalmazni. A két testvér alkalmazta először ezt az új kalkulust, anélkül, hogy Leibniz ismeretségi köréhez tartoztak volna.
1689-ig közzétette a potenciálsorral és valószínűségszámítással kapcsolatos jelentős munkáit, többek között a nagy számok törvényét. 1690-es évek elején elsősorban a valószínűségszámítás területén dolgozott, ahol a differenciál-egyenleteket és a fontos görbéket vizsgálta. A sokévi rivalizálást követően 1697-ben Jakob összeveszett öccsével.
1699-ben a párizsi Tudományos Akadémia tagjai közé választották, csakúgy, mint két évvel később Berlinben. Ekkor többek között Gottfried Wilhelm Leibniz-cel és Nicolas Fatio de Duillier-vel levelezett.
1705. augusztus 16-án, ötvenéves korában Bázelben halt meg; a bázeli professzori széket öccse Johann vette át.

## Munkássága

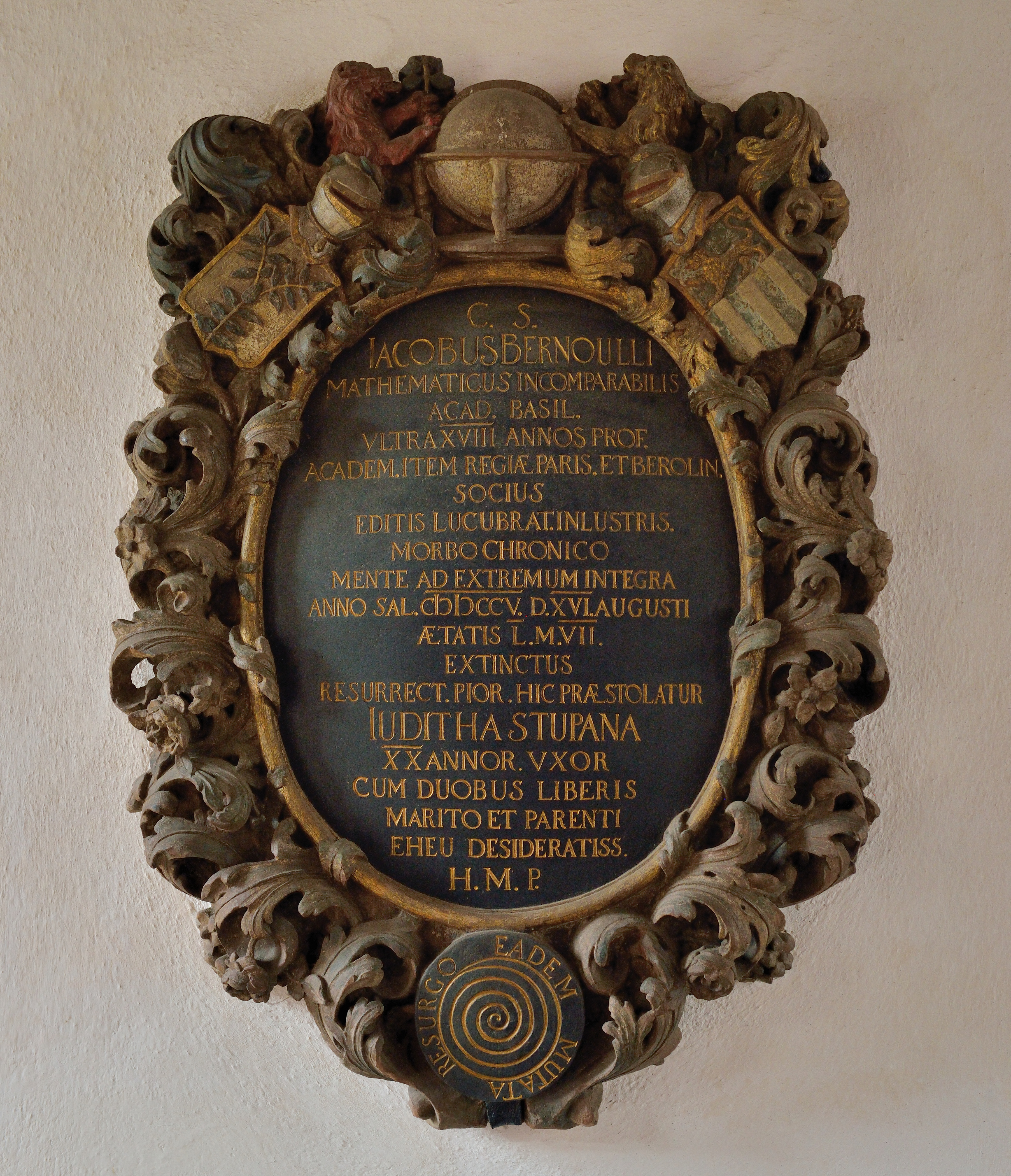
Jakob Bernoulli sírköve Bázelben

1689 és 1704 között öt, a sorozattanulmányokról szóló fogalmazásait, valamint René Descartes Geometrica-ját adta ki új nyomtatásban. Emellett az Acta Eruditorum kiadványnak matematikai hozzájárulásokat írt. Az egyik legfontosabb művét, az Ars Conjectandi-t csak 1713-ban, nyolc évvel halála után adták ki Bázelben. Ebben a könyvben a valószínűségszámítás területén tevékenykedő egyéb írók munkáit foglalta össze és fejlesztette tovább. A stratégiák mellett a műben megtalálhatók azok a Bernoulli-számok is, amivel különböző szerencsejátékokon nyerni lehet.
Bernoulli egyik kedvenc játékszere a logaritmikus spirál volt, amelyet mélyrehatóan tanulmányozott. Az elbeszélések szerint Bernoulli azt kívánta, hogy egy ilyen spirál legyen a sírkövén. Ehelyett a megbízott kőfaragó Bernoulli halála után egy arkhimédészi spirált készített (feltehetően tudatlanságból vagy a munka megspórolása miatt) a sírkőre. Ez a mai napig megtekinthető a baseli kolostor keresztfolyosóján.

## Idézet
„A matematika minden tudományt befolyásol, de a matematikát egyik sem.”